# Morten Olsen (football)
Pour les articles homonymes, voir Morten Olsen et Olsen.
Morten Per Olsen est un ancien footballeur danois né le 14 août 1949 à Vordingborg.

## Biographie
Ce libéro, connu pour son intelligence sur le terrain, appartint à l'Équipe du Danemark dont il fut le capitaine (102 sélections, contre 104 à Michael Laudrup et 129 pour Peter Schmeichel) puis l'entraineur. Joueur, il a participé à deux Championnats d'Europe des nations, en 1984 et 1988, ainsi qu'à la coupe du monde 1986. Il fut l'une des gloires du RSC Anderlecht où il remporte une Coupe UEFA en 1983.
Sélectionneur du Danemark de 2000 à novembre 2015, il conduit son équipe aux huitièmes de finale de la coupe du monde 2002.
Le 18 novembre 2015, à la suite du match Danemark - Suède comptant pour les Éliminatoires du Championnat d'Europe de football 2016, il est remercié après 15 ans à la tête de la sélection. Ce match se soldant par un match nul (2-2), le Danemark perd en barrage et ne se qualifie pas pour l'Euro 2016.

## Carrière de joueur

### Palmarès

#### En club
- Vainqueur de la Coupe de l'UEFA en 1983 avec le RSC Anderlecht
- Champion de Belgique en 1981, en 1985 et en 1986 avec le RSC Anderlecht
- Vainqueur de la Supercoupe de Belgique en 1985 avec le RSC Anderlecht
- Finaliste de la Coupe de l'UEFA en 1984 avec le RSC Anderlecht
- Vice-champion de Belgique en 1982, en 1983 et en 1984 avec le RSC Anderlecht
- Finaliste de la Coupe de la Ligue belge en 1986 avec le RSC Anderlecht

#### EnÉquipe du Danemark
- 102 sélections et 4 buts entre 1970 et 1989
- Participation au Championnat d'Europe des Nations en 1984 (1/2 finaliste) et en 1988 (Premier Tour)
- Participation à la Coupe du Monde en 1986 (1/8 de finaliste)

#### Distinctions individuelles
- Élu dans l'équipe-type du Championnat d'Europe des Nations en 1984
- Élu Footballeur danois de l'année (en) en 1983 et en 1986
- Membre du Hall of Fame du sport danois (da)

## Carrière d'entraîneur

### Palmarès

#### En club
- Champion du Danemark en 1990 et en 1991 avec le Brøndby IF
- Champion des Pays-Bas en 1998 avec l'Ajax Amsterdam
- Vainqueur de la Coupe des Pays-Bas en 1998 et en 1999 avec l'Ajax Amsterdam

#### Avec l'Équipe du Danemark
- Participation à la Coupe du Monde en 2002 (1/8 de finaliste) et en 2010 (Premier Tour)
- Participation au Championnat d'Europe des Nations en 2004 (1/4 de finaliste) et en 2012 (Premier Tour)